# Verwaltungsgemeinschaft Dommitzsch
In der Verwaltungsgemeinschaft Dommitzsch aus dem Landkreis Nordsachsen im Freistaat Sachsen haben sich am 1. Januar 2000 drei Gemeinden zur Erledigung ihrer Verwaltungsgeschäfte zusammengeschlossen. Erfüllende Gemeinde und Verwaltungssitz der Verwaltungsgemeinschaft ist Dommitzsch.

## Mitgliedsgemeinden
- Stadt Dommitzsch mit den Ortsteilen Greudnitz, Mahlitzsch, Proschwitz und Wörblitz
- Elsnig mit den Ortsteilen Döbern, Drebligar, Mockritz, Neiden, Polbitz, Vogelgesang und Waldsiedlung
- Trossin mit den Ortsteilen Dahlenberg, Falkenberg und Roitzsch